# Gare de Gourdon
Pour les articles homonymes, voir Gourdon.
La gare de Gourdon est une gare ferroviaire française de la ligne des Aubrais - Orléans à Montauban-Ville-Bourbon, située sur le territoire de la commune de Gourdon, dans le département du Lot, en région Occitanie.
C'est une gare de la Société nationale des chemins de fer français (SNCF) desservie par les trains des réseaux Intercités, TER Occitanie.

## Situation ferroviaire
Établie à 211 m d'altitude, la gare de Gourdon est située au point kilométrique (PK) 559,437 de la ligne des Aubrais - Orléans à Montauban-Ville-Bourbon, entre les gares ouvertes de Souillac et Dégagnac. Autrefois, avant ces deux précédentes gares se trouvaient les gares d'Anglars-Nozac et Saint-Clair.
Elle est le terminus de l'ancienne ligne de Carsac à Gourdon.

## Histoire
En 1896, la Compagnie du PO indique que la recette de la gare pour l'année entière est de 149 648 francs.
De nombreux vestiges en sont visibles par la route qui va de Gourdon à Sarlat, entre autres les gares de Payrignac très reconnaissable et les passages successifs de la route sous la plate forme en arrivant à Sarlat.
En 2007 un collectif se crée pour la défense des gares de Gourdon et Souillac et des arrêts de trains sur la ligne Paris-Toulouse.

### Fréquentation
Selon les estimations de la SNCF, la fréquentation annuelle de la gare figure dans le tableau ci-dessous.
| Année               | 2014   | 2015    | 2016   | 2017   | 2018   | 2019   | 2020   | 2022    | 2023    |
| ------------------- | ------ | ------- | ------ | ------ | ------ | ------ | ------ | ------- | ------- |
| Nombre de voyageurs | 91 417 | 100 610 | 97 145 | 97 678 | 84 878 | 96 737 | 75 932 | 130 100 | 169 477 |

## Service des voyageurs

### Accueil
Elle est équipée d'un quai central et d'un quai latéral qui sont encadrés par trois voies, ainsi que de voies de service. Le changement de quai se fait par un passage souterrain.

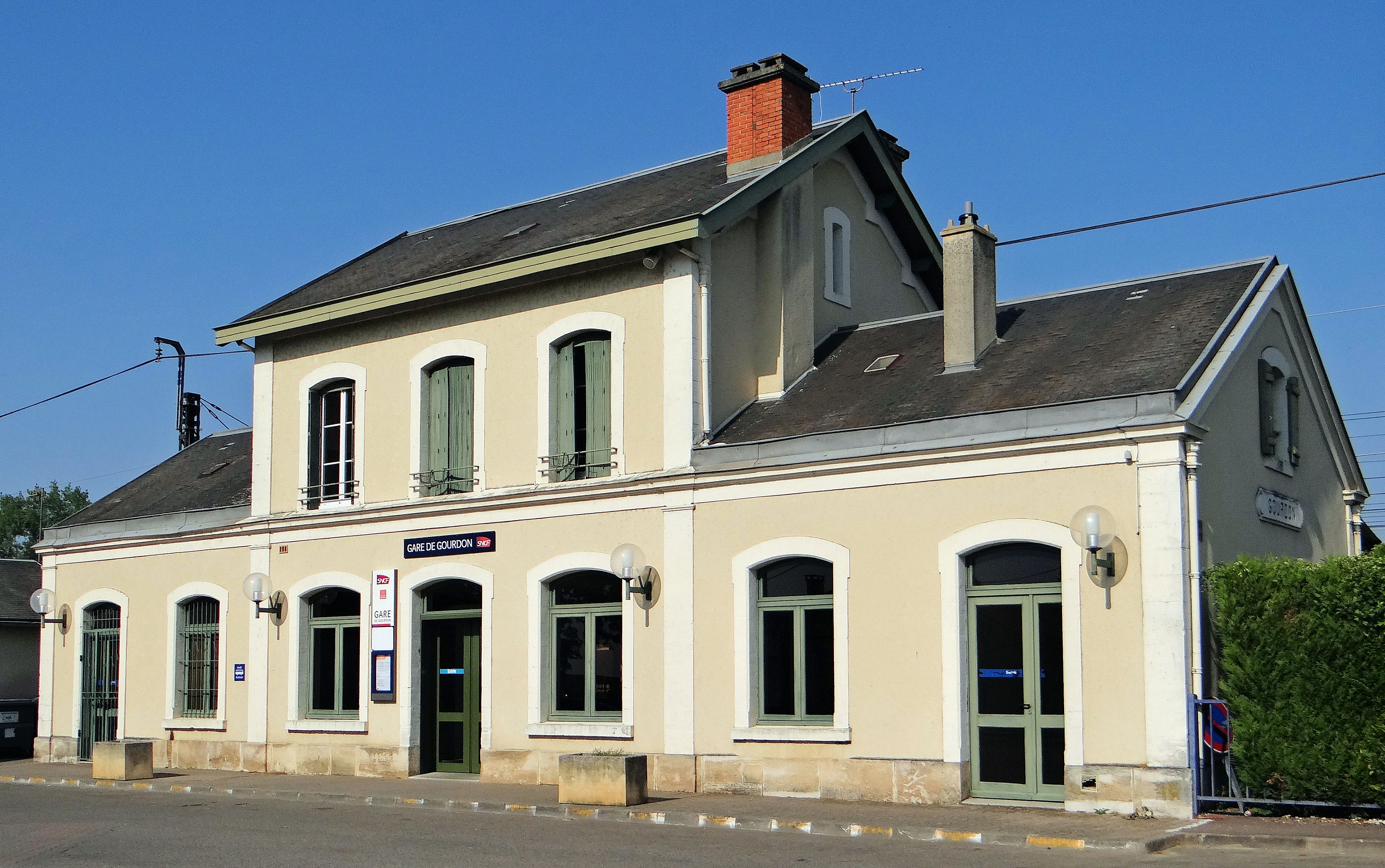
Le bâtiment voyageurs en 2012.
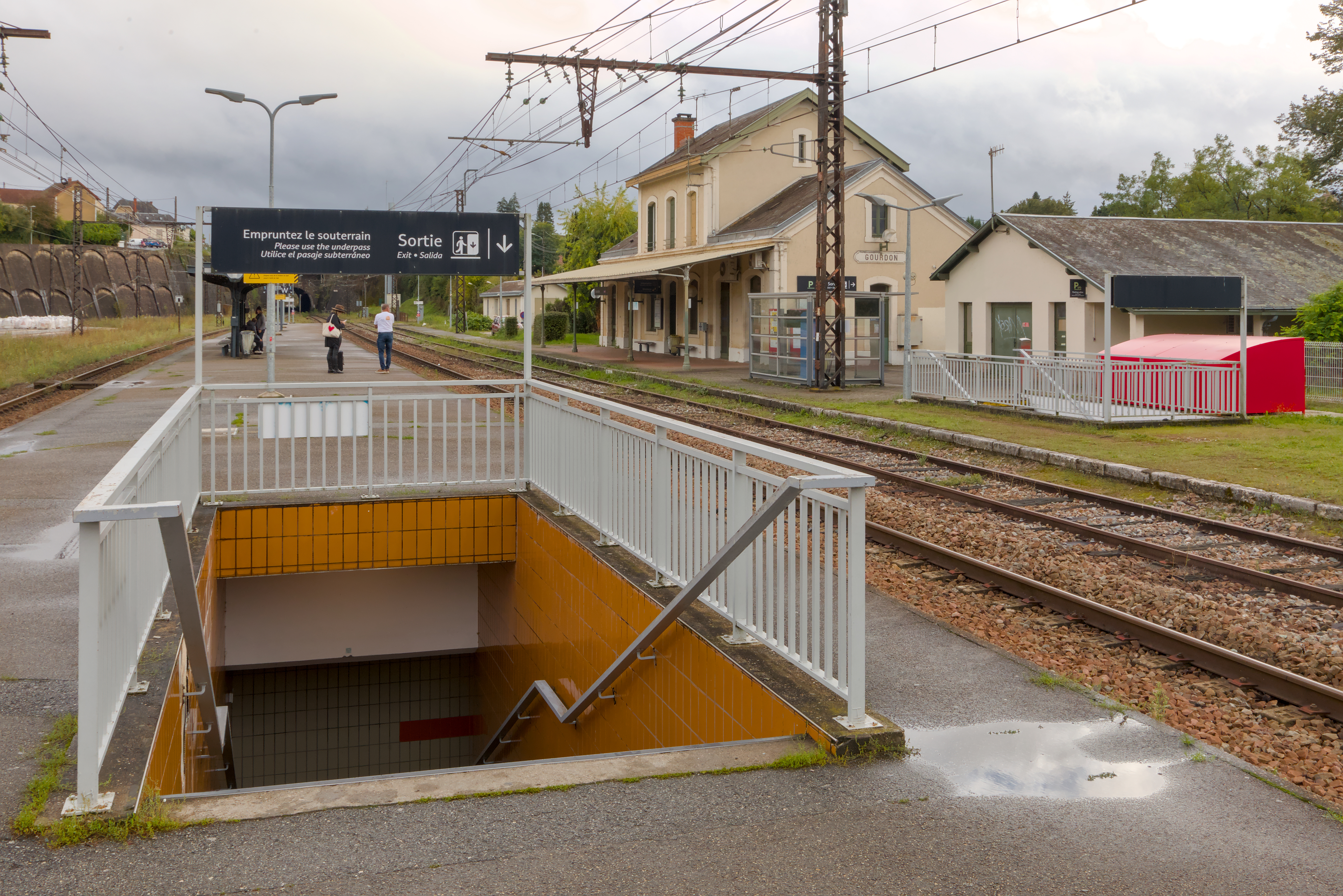
Vue depuis le quai central.

### Desserte
La gare est desservie par :
- des trains du réseau Intercités[4], qui circulent entre Paris-Austerlitz et Cahors, voire Toulouse-Matabiau pour certains d'entre eux ;

- des trains du réseau Intercités de nuit, qui circulent entre Paris-Austerlitz et Cerbère ou Portbou ;

- des trains du réseau TER Occitanie, qui circulent entre Toulouse-Matabiau et Brive-la-Gaillarde[5]. Le temps de trajet est d'environ 2 heures depuis Toulouse-Matabiau et d'environ 40 minutes depuis Brive-la-Gaillarde.

## Service des marchandises
Cette gare est ouverte au service du fret.